# Jeronimus Wessel
Jeronimus Wessel (Hieronymus), född 1645 i Stockholm, död 1701 i Stockholm, var en svensk guld- och silversmed.
Han var son till köpmannen Hans Wessel och Eva Elisabet Hecten och gift med Elisabet Rockman. Wessel skrevs in som lärling hos ädelsmeden Friedrich Rossow i Stockholm 1661 och arbetade senare som gesäll hos Michel Pohl. Han blev mästare 1676 och har utfört ett antal blomsterdekorerade praktpjäser i drivet silver. Bland annat utförde han en silverpjäs för Stockholms murarämbete som numera ingår i Nordiska museets samling. Wessel är förutom Nordiska museet representerad vid bland annat Kunstindustrimuseet i Oslo. 